# 뱃재로
뱃재로(Baetjae-ro)는 강원특별자치도 평창군 평창읍 후평리 후평2 교차로와 방림면 방림리 방림 교차로를 잇는 강원특별자치도의 도로이다. 전 구간 국도 제31호선과 국도 제42호선에 속한다.

## 연혁
- 2018년 12월 31일 : 영월 ~ 방림간 도로 1공구(평창군 평창읍 후평리 ~ 방림면 방림리) 6.2km 구간 확장 개통, 기존 6.1km 구간과 평창군 방림면 방림리 500m 구간 폐지[1][2]
- 2019년 2월 20일 : 뱃재로로 명명

## 주요 경유지
강원특별자치도
- 평창군 (평창읍 · 방림면)

## 노선
| 이름         | 접속 노선                                   | 소재지 | 소재지                 | 비고                               |
| ------------ | ------------------------------------------- | ------ | ---------------------- | ---------------------------------- |
| 후평2 교차로 | 국도 제31호선 국도 제42호선 (서동로) 후평길 | 평창군 | 평창읍                 | 국도 제31, 42호선 구간             |
| 주진교       |                                             | 평창군 | 평창읍                 | 국도 제31, 42호선 구간             |
| 주진 교차로  | 서동로 농공단지길 상촌1길 하촌길            | 평창군 | 평창읍                 | 국도 제31, 42호선 구간             |
| 주진천교     |                                             | 평창군 | 평창읍                 | 국도 제31, 42호선 구간             |
| 주진2 교차로 | 서동로 찬샘내기2길                          | 평창군 | 평창읍                 | 국도 제31, 42호선 구간             |
| 가마골천교   |                                             | 평창군 | 평창읍                 | 국도 제31, 42호선 구간             |
| 뱃재터널     |                                             | 평창군 | 평창읍                 | 국도 제31, 42호선 구간 연장 1,740m |
| 뱃재터널     | 방림면                                      | 평창군 |                        | 국도 제31, 42호선 구간 연장 1,740m |
| 봉화앞천교   |                                             | 평창군 | 국도 제31, 42호선 구간 |                                    |
| 방림 교차로  | 국도 제31호선 국도 제42호선 (평창대로)      | 평창군 | 국도 제31, 42호선 구간 |                                    |